# NON-HOMOGENIZED
『NON-HOMOGENIZED』（ノン・ノンホモジナイズ）は、CANTAの3枚目のオリジナル・アルバム。

## 概要
前作『fraction』より約1年4ヶ月振りにリリースされたオリジナル・アルバム。
本作のタイトルの意味は、「もっとも搾りたてに近い、生の音楽をダイレクトにリスナーに届ける」である。
収録曲の「Tonight3」「悲しき絆創膏」「Crying Days」は、会場限定で販売されていたマキシシングルであり、アレンジし直して収録された。
レコーディングにあたり、大橋隆志からマンドリンを借りた。

## 収録曲
（全作詞・作曲：ルーク篁）
1. Fly!
2. 破綻ライダー
3. ワルツ
4. Crying Days
5. ライブハウスにて
6. 悲しき絆創膏
7. Survival & Revival
8. ずっとずっと
9. Tonight3
10. 愛の夏